# Ute Wessel
Ute Wessel (nacida como Ute Kircheis, Niederaußem, 18 de marzo de 1953) es una deportista alemana que compitió para la RFA en esgrima, especialista en la modalidad de florete.
Participó en dos Juegos Olímpicos de Verano, obteniendo una medalla de oro en Los Ángeles 1984, en la prueba por equipos (junto con Christiane Weber, Cornelia Hanisch, Sabine Bischoff y Zita-Eva Funkenhauser), y el cuarto lugar en Montreal 1976, en la misma prueba.
Ganó cuatro medallas en el Campeonato Mundial de Esgrima entre los años 1977 y 1983.

## Palmarés internacional
| Juegos Olímpicos   | Juegos Olímpicos             | Juegos Olímpicos  | Juegos Olímpicos    |
| Año                | Lugar                        | Medalla           | Prueba              |
| ------------------ | ---------------------------- | ----------------- | ------------------- |
| 1984               | Los Ángeles (Estados Unidos) | Medalla de oro    | Florete por equipos |
| Campeonato Mundial |                              |                   |                     |
| Año                | Lugar                        | Medalla           | Prueba              |
| 1977               | Buenos Aires (Argentina)     | Medalla de plata  | Florete por equipos |
| 1979               | Melbourne (Australia)        | Medalla de bronce | Florete por equipos |
| 1981               | Clermont-Ferrand (Francia)   | Medalla de plata  | Florete por equipos |
| 1983               | Viena (Austria)              | Medalla de plata  | Florete por equipos |